# Hradčany (Moravia meridionale)
Hradčany (in tedesco Radschans) è un comune della Repubblica Ceca facente parte del distretto di Brno-venkov, in Moravia Meridionale.